# San Miguel Santa Flor
San Miguel Santa Flor là một đô thị thuộc bang Oaxaca, México. Năm 2005, dân số của đô thị này là 795 người.